# Australian Open 2003
Die Australian Open 2003 fanden vom 13. bis 27. Januar in Melbourne statt.
Titelverteidiger im Einzel waren Thomas Johansson bei den Herren sowie Jennifer Capriati bei den Damen. Im Herrendoppel waren dies Mark Knowles und Daniel Nestor, im Damendoppel Martina Hingis und Anna Kurnikowa. Titelverteidiger im Mixed waren Daniela Hantuchová und Kevin Ullyett.
Im Herreneinzel konnte Andre Agassi seinen insgesamt achten und letzten Grand-Slam-Titel erringen. Das Endspiel im Dameneinzel gewann Serena Williams; mit diesem Triumph komplettierte sie einen Karriere-Grand-Slam, sie hielt alle vier Grand-Slam-Titel gleichzeitig. Serena Williams war die erste Spielerin seit Steffi Graf, der dies gelungen ist. Das Herrendoppel konnten Michaël Llodra und Fabrice Santoro gewinnen und im Damendoppel siegten die Geschwister Serena und Venus Williams. Im Mixed-Finale setzten sich Martina Navratilova und Leander Paes durch.

## Deutsche Herren bei den Australian Open

### Rainer Schüttler
- Der Korbacher ging als gesetzter Spieler (Position 31) an den Start. In der ersten Runde hatte er mit dem Spanier Albert Portas kein Problem und gewann 6:3, 6:2, 6:0.
- In Runde zwei wartete mit dem routinierten Niederländer Richard Krajicek ein härterer Gegner, dennoch gewann Schüttler glatt mit 6:3, 7:5, 6:4.
- In der dritten Runde hätte mit dem an Position 3 gesetzten Marat Safin einer der Topfavoriten auf den Turniergewinn gewartet; doch Safin konnte verletzungsbedingt nicht antreten und Schüttler stand im Achtelfinale.
- Dort traf Schüttler auf den an 23 gesetzten US-Amerikaner James Blake; Schüttler konnte sich in vier Sätzen mit 6:3, 6:4, 1:6 und 6:3 durchsetzen.
- Der Einzug ins Viertelfinale war ein riesiger Erfolg für Schüttler; mit Gegner David Nalbandian (an 10 gesetzt) schien nun das Aus zu kommen, doch Schüttler spielte das Match seines Lebens und gewann in beeindruckender Manier mit 6:3, 5:7, 6:1, 6:0.
- Im Halbfinale wartete mit Andy Roddick, der nächste US-Amerikaner, an Rang 9 gesetzt; erneut konnte Schüttler brillieren und so den zweiten Top-10-Spieler aus dem Rennen werfen. Er gewann mit 7:5, 2:6, 6:3, 6:3 erneut in vier Sätzen.
- Schüttler stand also völlig überraschend im Finale der Australian Open. Doch dort hatte er gegen den an Position 2 gesetzten Andre Agassi keine Chance; er verlor klar mit 2:6, 2:6, 1:6. Dennoch war es der größte Erfolg in Schüttlers Karriere.

### Lars Burgsmüller
- Der Mülheimer traf in Runde eins auf den Spanier Juan Balcells. Überraschend glatt gewann Burgsmüller mit 6:4, 7:5, 7:5.
- In Runde zwei wartete mit dem an 6 gesetzten Roger Federer eine echte Hürde und Burgsmüller verlor mit 3:6, 0:6 und 3:6.

### Alexander Waske
- Waske kam über die Qualifikation in die erste Hauptrunde und traf dort auf den Kroaten Mario Ančić. Der Frankfurter hatte zwar Chancen, verlor aber mit 3:6, 4:6, 6:7.

### Björn Phau
- Der Darmstädter kam wie Waske als Qualifikant in die erste Runde, wo er auf den an 28 gesetzten Franzosen Fabrice Santoro traf. Phau verlor mit 4:6, 3:6, 4:6.

### David Prinosil
- Der gebürtige Tscheche Prinosil war der dritte deutsche Qualifikant in der ersten Hauptrunde. Er traf auf den Top-10-Spieler Albert Costa aus Spanien (Nummer 8), gegen den er zwar gut mithalten konnte, aber am Ende mit 4:6, 1:6, 6:3, 6:7 verlor.

## Deutsche Damen bei den Australian Open

### Martina Müller
- Die Kasselerin traf in Runde eins auf die Italienerin Antonella Serra Zanetti, gegen die sie nur im ersten Satz mithalten konnte, danach aber einbrach und 6:7, 0:6 verlor.

### Angelika Roesch
- Die Berlinerin musste in der ersten Runde gegen die an 24 gesetze Russin Tatjana Panowa antreten. Roesch hielt zwar gut mit, verlor aber schließlich in drei Sätzen mit 6:7, 6:3, 2:6.

### Barbara Rittner
- Die Krefelderin trat in der ersten Hauptrunde gegen Lokalmatadorin Evie Dominikovic an. In einem relativ ausgeglichenen Match unterlag Rittner in drei Sätzen mit 5:7, 6:4, 4:6.

### Marlene Weingärtner
- Weingärtner hatte mit der an Nummer 3 gesetzten Titelverteidigerin Jennifer Capriati ein sehr schweres Los. Nach klar verlorenem ersten Satz schaffte Weingärtner die Sensation und gewann völlig überraschend mit 2:6, 7:6, 6:4.
- Danach musste Weingärtner in Runde zwei gegen die Französin Stéphanie Foretz antreten. Wieder musste Weingärtner über drei Sätze gehen und sie gewann erneut, diesmal mit 3:6, 6:1, 6:2.
- Die überraschend starke Heidelbergerin traf in Runde drei auf die Spanierin Virginia Ruano Pascual. Ihr drittes Dreisatzmatch in Folge verlor Weingärtner mit 1:6, 6:4, 4:6.

### Gréta Arn
- Die gebürtige Ungarin Arn trat in der ersten Runde gegen die ungesetzte Russin Nadeschda Petrowa an, gegen die sie beim 2:6, 1:6 chancenlos war.

### Anca Barna
- Die Nürnbergerin spielte in Runde eins gegen die Italienerin Francesca Schiavone, gegen die sie überraschend mit 5:7, 6:1, 6:3 gewann.
- Weingärtner in die zweite Runde folgend, traf Barna dort auf die an 27 gesetzte US-Amerikanerin Lisa Raymond. Erneut konnte sich Barna durchsetzen, diesmal sehr klar mit 6:3 und 6:1.
- In der dritten Runde spielte sie gegen niemand geringeren als die Weltranglistenzweite Venus Williams; gegen die spätere Finalistin war sie chancenlos und verlor mit 1:6, 4:6.

## Herreneinzel

### Setzliste
| Nr. | Spieler             | Erreichte Runde |
| --- | ------------------- | --------------- |
| 01. | Lleyton Hewitt      | Achtelfinale    |
| 02. | Andre Agassi        | Sieg            |
| 03. | Marat Safin         | 3. Runde        |
| 04. | Juan Carlos Ferrero | Viertelfinale   |
| 05. | Carlos Moyá         | 2. Runde        |
| 06. | Roger Federer       | Achtelfinale    |
| 07. | Jiří Novák          | 3. Runde        |
| 08. | Albert Costa        | 3. Runde        |
| 09. | Andy Roddick        | Halbfinale      |
| 10. | David Nalbandian    | Viertelfinale   |
| 11. | Paradorn Srichaphan | 2. Runde        |
| 12. | Sébastien Grosjean  | Viertelfinale   |
| 13. | Fernando González   | 2. Runde        |
| 14. | Guillermo Cañas     | 2. Runde        |
| 15. | Àlex Corretja       | 1. Runde        |
| 16. | Sjeng Schalken      | 2. Runde        |

| Nr. | Spieler             | Erreichte Runde |
| --- | ------------------- | --------------- |
| 17. | Gastón Gaudio       | 2. Runde        |
| 18. | Younes El Aynaoui   | Viertelfinale   |
| 19. | Juan Ignacio Chela  | 2. Runde        |
| 20. | Xavier Malisse      | 3. Runde        |
| 21. | Andrei Pavel        | 1. Runde        |
| 22. | Jewgeni Kafelnikow  | 2. Runde        |
| 23. | James Blake         | Achtelfinale    |
| 24. | Nicolás Lapentti    | 3. Runde        |
| 25. | Michail Juschny     | Achtelfinale    |
| 26. | Tommy Robredo       | 1. Runde        |
| 27. | Jan-Michael Gambill | 2. Runde        |
| 28. | Fabrice Santoro     | 3. Runde        |
| 29. | Nicolas Escudé      | 3. Runde        |
| 30. | Gustavo Kuerten     | 2. Runde        |
| 31. | Rainer Schüttler    | Finale          |
| 32. | Stefan Koubek       | 1. Runde        |

## Dameneinzel

### Setzliste
| Nr. | Spielerin              | Erreichte Runde |
| --- | ---------------------- | --------------- |
| 01. | Serena Williams        | Sieg            |
| 02. | Venus Williams         | Finale          |
| 03. | Jennifer Capriati      | 1. Runde        |
| 04. | Kim Clijsters          | Halbfinale      |
| 05. | Justine Henin-Hardenne | Halbfinale      |
| 06. | Monica Seles           | 2. Runde        |
| 07. | Daniela Hantuchová     | Viertelfinale   |
| 08. | Anastassija Myskina    | Viertelfinale   |
| 09. | Lindsay Davenport      | Achtelfinale    |
| 10. | Chanda Rubin           | Achtelfinale    |
| 11. | Magdalena Maleewa      | 3. Runde        |
| 12. | Patty Schnyder         | Achtelfinale    |
| 13. | Silvia Farina Elia     | 2. Runde        |
| 14. | Anna Smaschnowa        | 3. Runde        |
| 15. | Alexandra Stevenson    | 2. Runde        |
| 16. | Nathalie Dechy         | 3. Runde        |

| Nr. | Spielerin           | Erreichte Runde |
| --- | ------------------- | --------------- |
| 17. | Jelena Dementjewa   | 1. Runde        |
| 18. | Eleni Daniilidou    | Achtelfinale    |
| 19. | Amanda Coetzer      | Achtelfinale    |
| 20. | Jelena Bowina       | Achtelfinale    |
| 21. | Ai Sugiyama         | 2. Runde        |
| 22. | Anne Kremer         | 2. Runde        |
| 23. | Paola Suárez        | 3. Runde        |
| 24. | Tatjana Panowa      | 3. Runde        |
| 25. | Meghann Shaughnessy | Viertelfinale   |
| 26. | Tamarine Tanasugarn | 3. Runde        |
| 27. | Lisa Raymond        | 2. Runde        |
| 28. | Clarisa Fernández   | 3. Runde        |
| 29. | Iva Majoli          | 1. Runde        |
| 30. | Janette Husárová    | 2. Runde        |
| 31. | Conchita Martínez   | 1. Runde        |
| 32. | Katarina Srebotnik  | 3. Runde        |

## Herrendoppel

### Setzliste
| Nr. | Paarung                           | Erreichte Runde |
| --- | --------------------------------- | --------------- |
| 01. | Mark Knowles Daniel Nestor        | Finale          |
| 02. | Bob Bryan Mike Bryan              | Achtelfinale    |
| 03. | Donald Johnson Jared Palmer       | Viertelfinale   |
| 04. | Mahesh Bhupathi Joshua Eagle      | 1. Runde        |
| 05. | Martin Damm Cyril Suk             | Achtelfinale    |
| 06. | Wayne Black Kevin Ullyett         | Achtelfinale    |
| 07. | Jewgeni Kafelnikow Radek Štěpánek | 2. Runde        |
| 08. | Michaël Llodra Fabrice Santoro    | Sieg            |

| Nr. | Paarung                            | Erreichte Runde |
| --- | ---------------------------------- | --------------- |
| 09. | Leander Paes David Rikl            | Viertelfinale   |
| 10. | David Adams Robbie Koenig          | 2. Runde        |
| 11. | David Prinosil Nenad Zimonjić      | 1. Runde        |
| 12. | Jeff Coetzee Chris Haggard         | Halbfinale      |
| 13. | Petr Pála Pavel Vízner             | 1. Runde        |
| 14. | Jan-Michael Gambill Graydon Oliver | 1. Runde        |
| 15. | Ellis Ferreira Brian MacPhie       | 2. Runde        |
| 16. | Gastón Etlis Martín Rodríguez      | Halbfinale      |

## Damendoppel

### Setzliste
| Nr. | Paarung                                | Erreichte Runde |
| --- | -------------------------------------- | --------------- |
| 01. | Serena Williams Venus Williams         | Sieg            |
| 02. | Virginia Ruano-Pascual Paola Suárez    | Finale          |
| 03. | Jelena Dementjewa Janette Husárová     | 2. Runde        |
| 04. | Cara Black Jelena Lichowzewa           | Achtelfinale    |
| 05. | Daniela Hantuchová Meghann Shaughnessy | Viertelfinale   |
| 06. | Lindsay Davenport Lisa Raymond         | Halbfinale      |
| 07. | Kim Clijsters Ai Sugiyama              | Viertelfinale   |
| 08. | Conchita Martínez Nadja Petrowa        | Viertelfinale   |

| Nr. | Paarung                                | Erreichte Runde |
| --- | -------------------------------------- | --------------- |
| 09. | Anna Kurnikowa Chanda Rubin            | Achtelfinale    |
| 10. | Els Callens Rika Fujiwara              | 1. Runde        |
| 11. | Janet Lee Wynne Prakusya               | 2. Runde        |
| 12. | Tina Križan Katarina Srebotnik         | 1. Runde        |
| 13. | Barbara Schett Patricia Wartusch       | 1. Runde        |
| 14. | Jelena Bowina Justine Henin-Hardenne   | Achtelfinale    |
| 15. | Silvia Farina Elia Tathiana Garbin     | 2. Runde        |
| 16. | Swetlana Kusnezowa Martina Navratilova | Achtelfinale    |

## Mixed

### Setzliste
| Nr. | Paarung                        | Erreichte Runde |
| --- | ------------------------------ | --------------- |
| 01. | Maks Mirny Janette Husárová    | 1. Runde        |
| 02. | Mike Bryan Lisa Raymond        | Achtelfinale    |
| 03. | Mark Knowles Jelena Lichowzewa | Achtelfinale    |
| 04. | Donald Johnson Rennae Stubbs   | Halbfinale      |

| Nr. | Paarung                          | Erreichte Runde |
| --- | -------------------------------- | --------------- |
| 05. | Kevin Ullyett Daniela Hantuchová | Halbfinale      |
| 06. | Wayne Black Cara Black           | 1. Runde        |
| 07. | Jared Palmer Janet Lee           | Viertelfinale   |
| 08. | Brian MacPhie Rika Fujiwara      | 1. Runde        |

## Junioreneinzel

### Setzliste
| Nr. | Spieler            | Erreichte Runde |
| --- | ------------------ | --------------- |
| 01. | Marcos Baghdatis   | Sieg            |
| 02. | Brian Baker        | Achtelfinale    |
| 03. | Chris Kwon         | 1. Runde        |
| 04. | Mathieu Montcourt  | Halbfinale      |
| 05. | Jo-Wilfried Tsonga | Halbfinale      |
| 06. | Florin Mergea      | Finale          |
| 07. | Adrian Ungur       | 1. Runde        |
| 08. | Chris Guccione     | Achtelfinale    |

| Nr. | Spieler            | Erreichte Runde |
| --- | ------------------ | --------------- |
| 09. | Scott Oudsema      | 1. Runde        |
| 10. | Jose-Luis Muguruza | 2. Runde        |
| 11. | David Brewer       | 2. Runde        |
| 12. | Phillip Simmonds   | Viertelfinale   |
| 13. | Jarrett Chirico    | 2. Runde        |
| 14. | Gaël Monfils       | Viertelfinale   |
| 15. | Horia Tecău        | Achtelfinale    |
| 16. | Mischa Zverev      | Achtelfinale    |

## Juniorendoppel

### Setzliste
| Nr. | Paarung                        | Erreichte Runde |
| --- | ------------------------------ | --------------- |
| 01. | Florin Mergea Horia Tecău      | Finale          |
| 02. | Scott Oudsema Phillip Simmonds | Sieg            |
| 03. | Adam Feeney Chris Guccione     | Achtelfinale    |
| 04. | Brian Baker Brendan Evans      | Halbfinale      |

| Nr. | Paarung                         | Erreichte Runde |
| --- | ------------------------------- | --------------- |
| 05. | Andis Juška Mischa Zverev       | Viertelfinale   |
| 06. | Chris Letcher Christopher Singh | Viertelfinale   |
| 07. | Lukáš Rosol Serhij Stachowskyj  | Viertelfinale   |
| 08. | Brian Hung Robert Smeets        | Viertelfinale   |

## Juniorinneneinzel

### Setzliste
| Nr. | Spielerin         | Erreichte Runde |
| --- | ----------------- | --------------- |
| 01. | Barbora Strýcová  | Sieg            |
| 02. | Jarmila Gajdošová | 1. Runde        |
| 03. | Petra Cetkovská   | 1. Runde        |
| 04. | Ryoko Fuda        | 1. Runde        |
| 05. | Bei’er Ko         | Viertelfinale   |
| 06. | Ana Ivanović      | 1. Runde        |
| 07. | Kateřina Böhmová  | 2. Runde        |
| 08. | Andrea Hlaváčková | Achtelfinale    |

| Nr. | Spielerin           | Erreichte Runde |
| --- | ------------------- | --------------- |
| 09. | Wiktorija Kutusowa  | Finale          |
| 10. | Kateryna Bondarenko | 1. Runde        |
| 11. | Silvana Bauer       | Achtelfinale    |
| 12. | Kristina Czafikova  | 2. Runde        |
| 13. | Andreja Klepač      | 1. Runde        |
| 14. | Eden Marama         | Viertelfinale   |
| 15. | Nadja Pavic         | 2. Runde        |
| 16. | Marta Domachowska   | Halbfinale      |

## Juniorinnendoppel

### Setzliste
| Nr. | Paarung                              | Erreichte Runde |
| --- | ------------------------------------ | --------------- |
| 01. | Jarmila Gajdošová Andrea Hlaváčková  | 1. Runde        |
| 02. | Kristina Czafikova Emma Laine        | Achtelfinale    |
| 03. | Kirsten Flipkens Darya Ivanov        | Achtelfinale    |
| 04. | Daniella Dominikovic Sophie Ferguson | Achtelfinale    |

| Nr. | Paarung                           | Erreichte Runde |
| --- | --------------------------------- | --------------- |
| 05. | Sylvia Montero Charlene Vanneste  | Viertelfinale   |
| 06. | Ryoko Fuda Moe Kawatoko           | Achtelfinale    |
| 07. | Marta Domachowska Andreja Klepač  | Achtelfinale    |
| 08. | Jennifer-Lee Heinser Nicole Pitts | 1. Runde        |

## Herreneinzel-Rollstuhl
Setzliste
| Nr. | Spieler         | Erreichte Runde |
| --- | --------------- | --------------- |
| 01. | David Hall      | Sieg            |
| 02. | Robin Ammerlaan | Finale          |

## Dameneinzel-Rollstuhl
Setzliste
| Nr. | Spielerin      | Erreichte Runde |
| --- | -------------- | --------------- |
| 01. | Esther Vergeer | Sieg            |
| 02. | Maaike Smit    | Halbfinale      |